# Zdolność prawna
Zdolność prawna – zdolność do bycia podmiotem praw i obowiązków w prawie cywilnym. Zdolność prawna jest atrybutem osób fizycznych, jednostek organizacyjnych będących osobami prawnymi (w szczególności Skarbu Państwa) oraz niebędących osobami prawnymi, którym zdolność prawną nadają przepisy szczególne. Nie można się jej zrzec, pozbawić ani ograniczyć.
Zdolność prawna jest na gruncie polskiego prawa niestopniowalna. Można ją mieć albo nie. Zakres, w jakim można z niej korzystać, definiuje osobny atrybut podmiotu prawa – zdolność do czynności prawnych. Jednakże na mocy zdolności prawnej umowa dotycząca drobnej bieżącej sprawy życia codziennego i zawarta przez osobę fizyczną niemającą zdolności do czynności prawnych staje się ważna z chwilą jej całkowitego wykonania, jeżeli nie pociąga za sobą rażącego pokrzywdzenia tej osoby.

## Nabycie zdolności prawnej
Osoba fizyczna nabywa zdolność prawną z chwilą urodzenia. Specyficzną, warunkową zdolność prawną posiada dziecko poczęte, które może być podmiotem praw i obowiązków, pod warunkiem, że w chwili nabycia prawa jest już poczęte oraz jeżeli urodzi się żywe. Jeżeli dziecko urodzi się martwe, czynność prawna, na mocy której nabyłoby prawo w chwili urodzenia, jest nieważna.
Osoba prawna i jednostki organizacyjne niemające osobowości prawnej, nabywają zdolność prawną z chwilą wpisu wraz z dokonaniem stosownego wpisu do rejestru (z wyjątkiem przypadków zastrzeżonych ustawą). Zdolność prawna może zostać przez jednostkę organizacyjną nabyta również na mocy przepisu ustawy.

## Utrata zdolności prawnej
Utrata zdolności prawnej przez osobę fizyczną następuje z chwilą jej śmierci albo uznania jej za zmarłą – brana jest pod uwagę nie tylko biologiczna śmierć, ale także postanowienie o uznaniu danej osoby za zmarłą. W prawie śmierć człowieka stwierdza się w momencie nieodwracalnego zatrzymania pracy mózgu lub ustania krążenia. Ustanie zdolności prawnej sankcjonuje się poprzez wystawienie aktu zgonu. Sporządza się go na podstawie karty zgonu, protokół zgłoszenia zgonu lub postanowienie o stwierdzeniu zgonu albo o uznaniu danej osoby za zmarłą.
Osoby prawne lub jednostki organizacyjne bez osobowości prawnej tracą zdolność prawną z chwilą ich wykreślenia z odpowiedniego rejestru lub sfinalizowania procesu likwidacyjnego – zakończenia likwidacji.

## Dokumenty
Dokumentem określającym zdolność prawną osoby fizycznej jest sporządzony akt urodzenia. Do powstania tego dokumentu dochodzi w dniu zgłoszenia do urzędu stanu cywilnego faktu narodzin dziecka przez jego rodziców. Jeżeli dziecko urodziło się martwe, w akcie urodzenia zamieszcza się stosowną adnotację, wskazującą na dany fakt. Do sporządzenia aktu urodzenia wykorzystuje się zazwyczaj informacje zawarte w karcie urodzenia lub karcie urodzenia martwego dziecka.

## W prawie prywatnym międzynarodowym
W polskiej ustawie Prawo prywatne międzynarodowe z 2011 roku zdolność prawną osoby fizyczną odnosi do zakresu statutu personalnego, który rozstrzyga o:
- przesłankach, od których spełnienia uzależnione jest uzyskanie zdolności prawnej,
- chwili uzyskania zdolności prawnej,
- domniemaniach prawnych dotyczących życia i śmierci,
- ograniczeniach zdolności prawnej,
- przyczynach utraty zdolności prawnej[5].